# Annie Warburton Goodrich

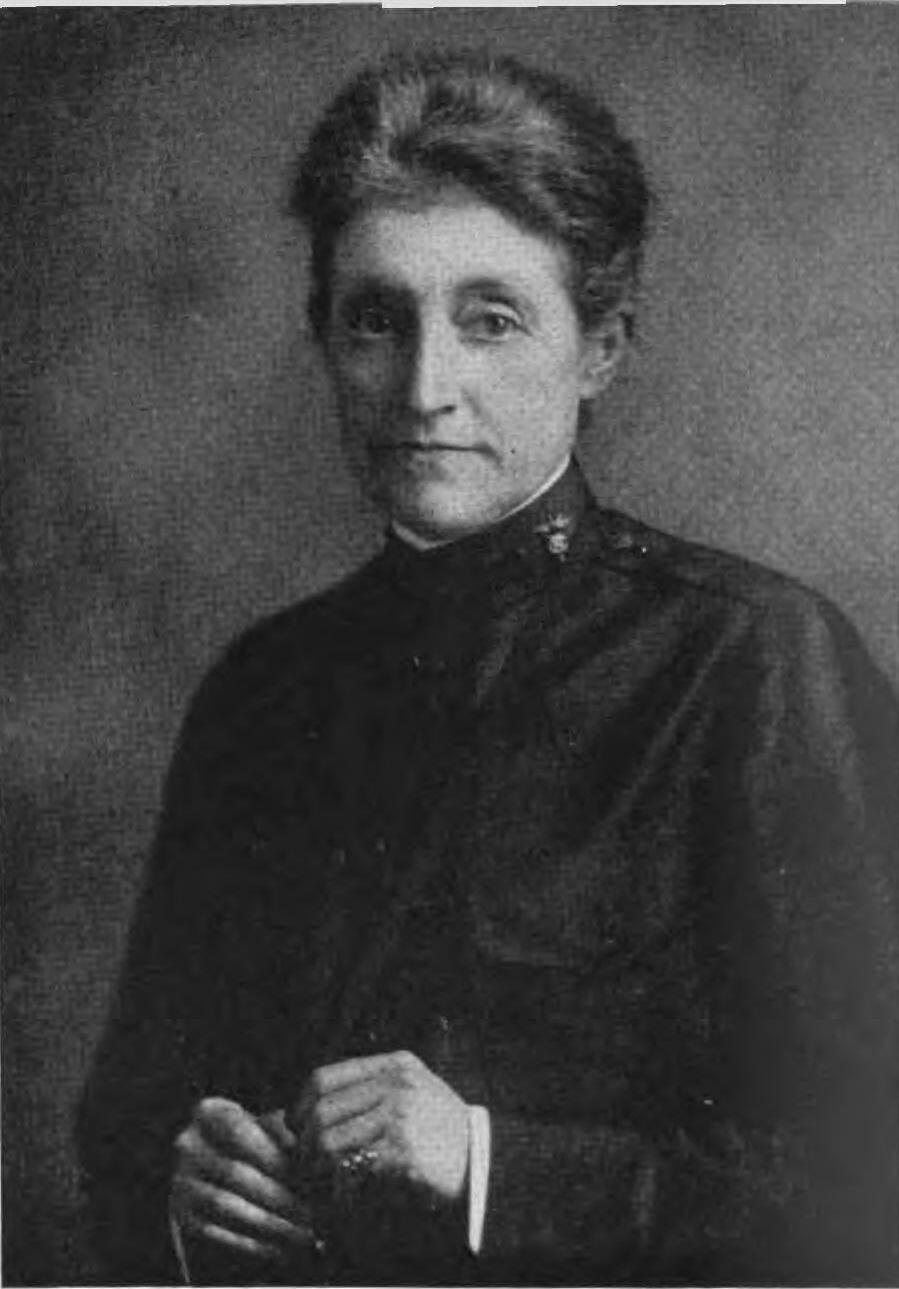
Annie Warburton Goodrich

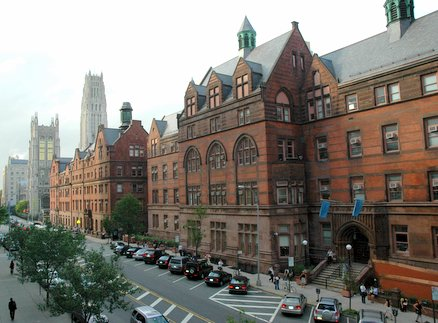
Teachers College Columbia University (21st century)

Annie Warburton Goodrich (* 6. Februar 1866 in New Brunswick (New Jersey)/USA; † 31. Dezember 1954 in Cobalt (Connecticut), USA) war eine US-amerikanische Krankenschwester, erste Dekanin der pflegewissenschaftlichen Fakultät an der Yale-Universität und Präsidentin des International Council of Nurses.

## Leben
Annie Warburton Goodrich wuchs in Hartford (Connecticut) auf. Der Vater, Samuel Griswold Goodrich, war leitender Angestellter einer Versicherungsgesellschaft. Die Mutter, Annie Williams Butler Goodrich, war Hausfrau. Der Großvater, John S. Butler, war Psychiater und Gründer eines der ersten psychiatrischen Zentren des Landes. Nach dem Tod des Vaters verarmte die Familie. Deshalb absolvierte Goodrich zwischen 1890 und 1892 eine Krankenpflegeausbildung an der New York Hospital Training School for Nurses. Sie äußerte sich schockiert über den schlechten Bildungsstandard an dieser Schule. Es folgten Positionen als Pflegedienstleitung an drei verschiedenen Krankenhäusern in New York City. Goodrich setzte hier durch, dass die High School Voraussetzung für die Pflegeausbildung wurde und dass die Pflege am Krankenbett nicht fließbandartig erfolgte, sondern auf die individuellen Bedürfnisse der Patienten ausgerichtet wurde. 1904 wurde sie Assistenzprofessorin für Hospital Economics (Krankenhausökonomie) am Teachers College der Columbia Universität, NYC. Sie wurde in dieser Zeit inspiriert von Mary Adelaide Nutting. Von 1912 bis 1915 war Goodrich Präsidentin des International Council of Nurses (ICN) und folgte der Reformerin der deutschen Krankenpflege, Agnes Karll, in dieser Position. Die Präsidentschaft fiel noch in die Zeit des Ersten Weltkriegs. Goodrich avancierte zur Oberin der US-Army Krankenhäuser. Sie gründete zeitnah die US-Army School of Nursing. In pflegerischen Fragen arbeitete sie in dieser herausfordernden Zeit eng mit Jane Delano, der Leiterin des Roten Kreuzes, sowie mit Mary Adelaide Nutting, der Präsidentin der American Federation of Nurses, zusammen. 1923 wurde Goodrich erste Dekanin der Yale School of Nursing. Sie blieb bis zu ihrer Berentung im Jahr 1934 in dieser Position.
Die Familie Goodrich war befreundet mit Harriet Beecher Stowe, mit Samuel Clemens und William Gillette.
Annie Warburton Goodrich wurde auf dem Cedar Hill Cemetery in Cobalt (Connecticut) begraben. Sie wurde in die Hall of Fame der American Nurses Association aufgenommen.

## Veröffentlichung
- Annie Warburton Goodrich (Jahreszahl unbekannt): History of the Army School of Nursing Digitalisat